# Farbbeutel

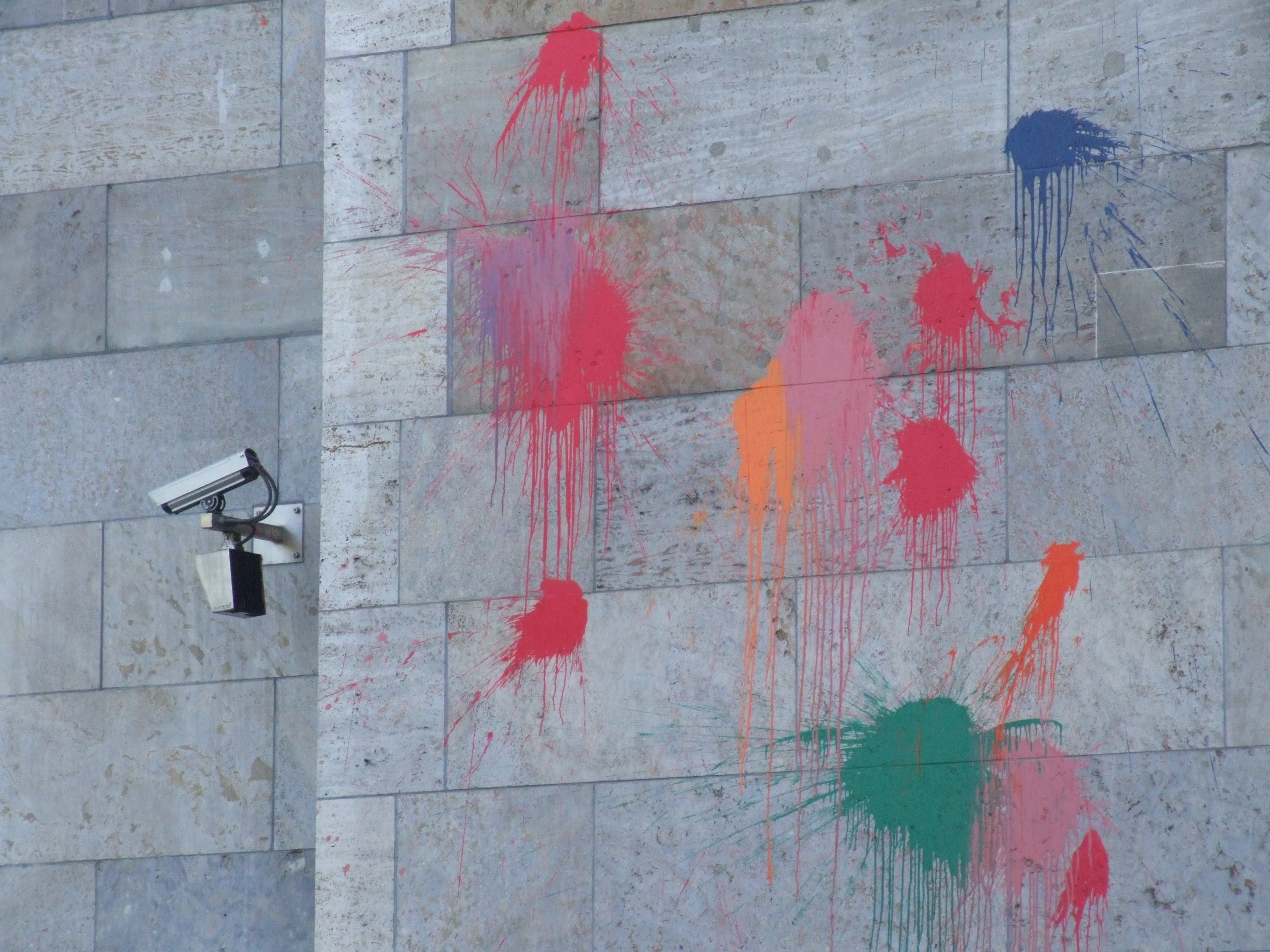
Spuren von Farbbeuteln auf dem Detlev-Rohwedder-Haus, dem Sitz des Bundesministeriums der Finanzen

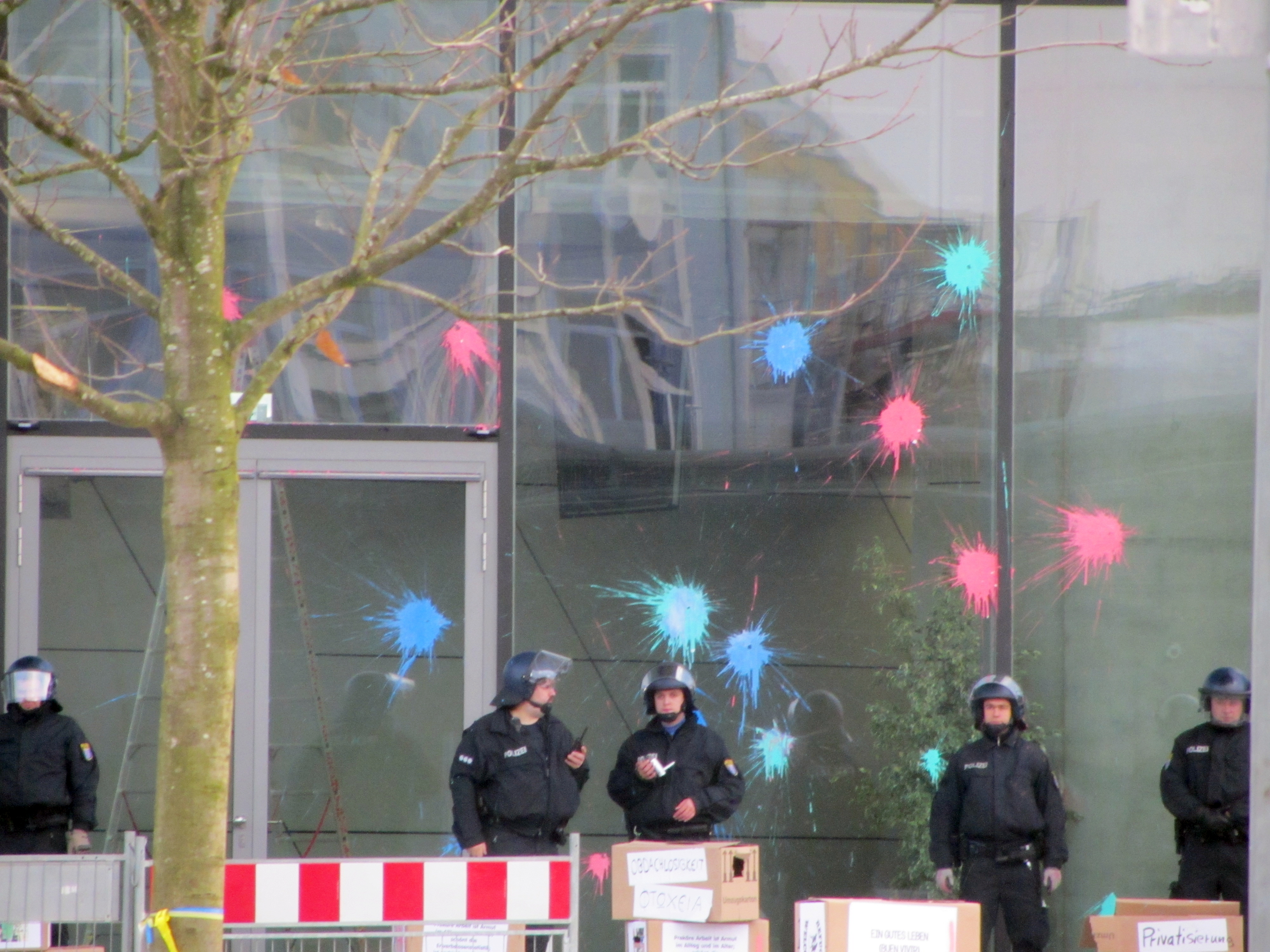
Kleckse durch Farbbeutelbewurf während einer Demonstration von „Blockupy“ am Neubau der Europäischen Zentralbank in Frankfurt am Main (November 2014)

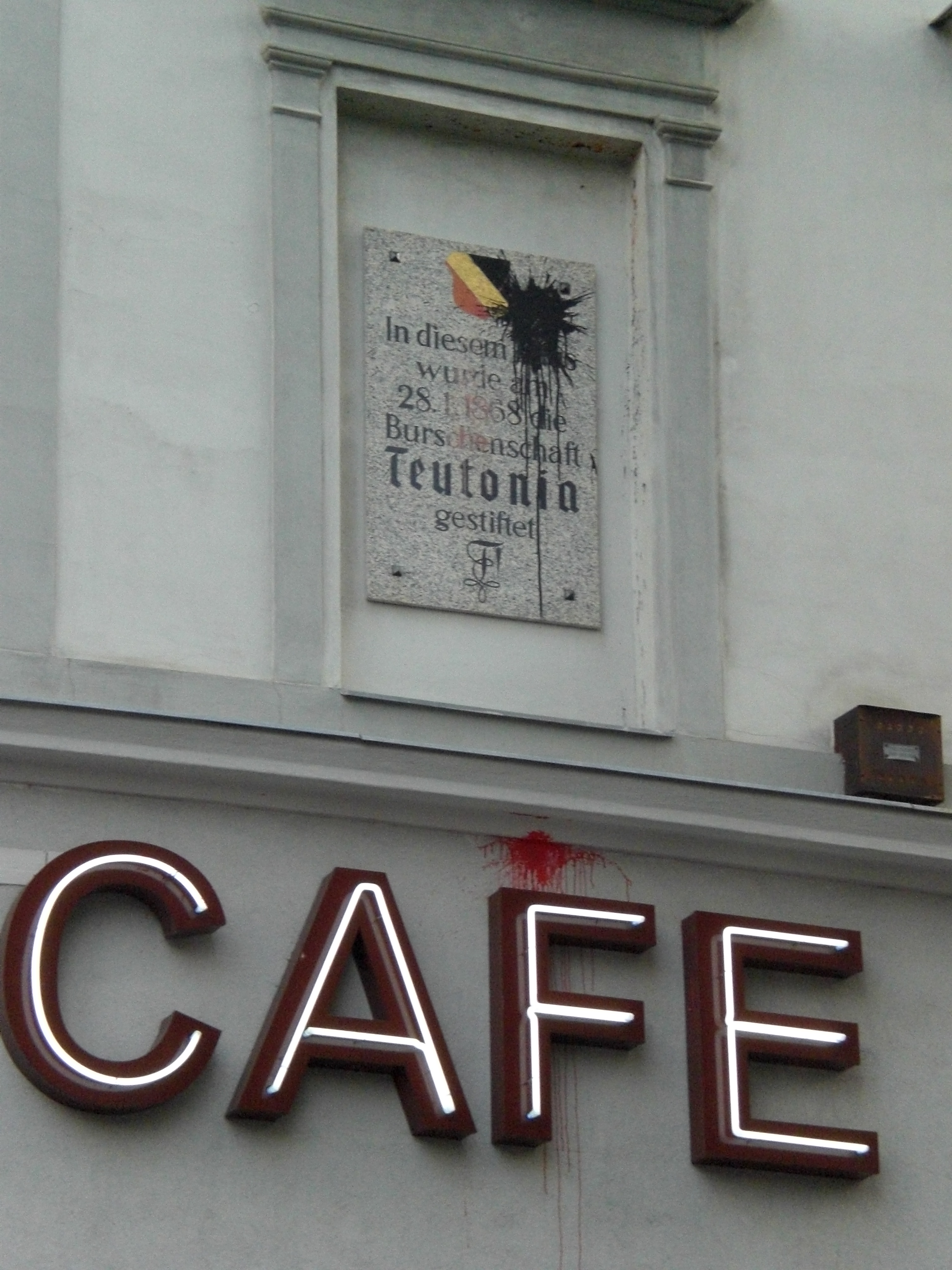
Gründungstafel einer Burschenschaft nach Farbbeutelanschlag

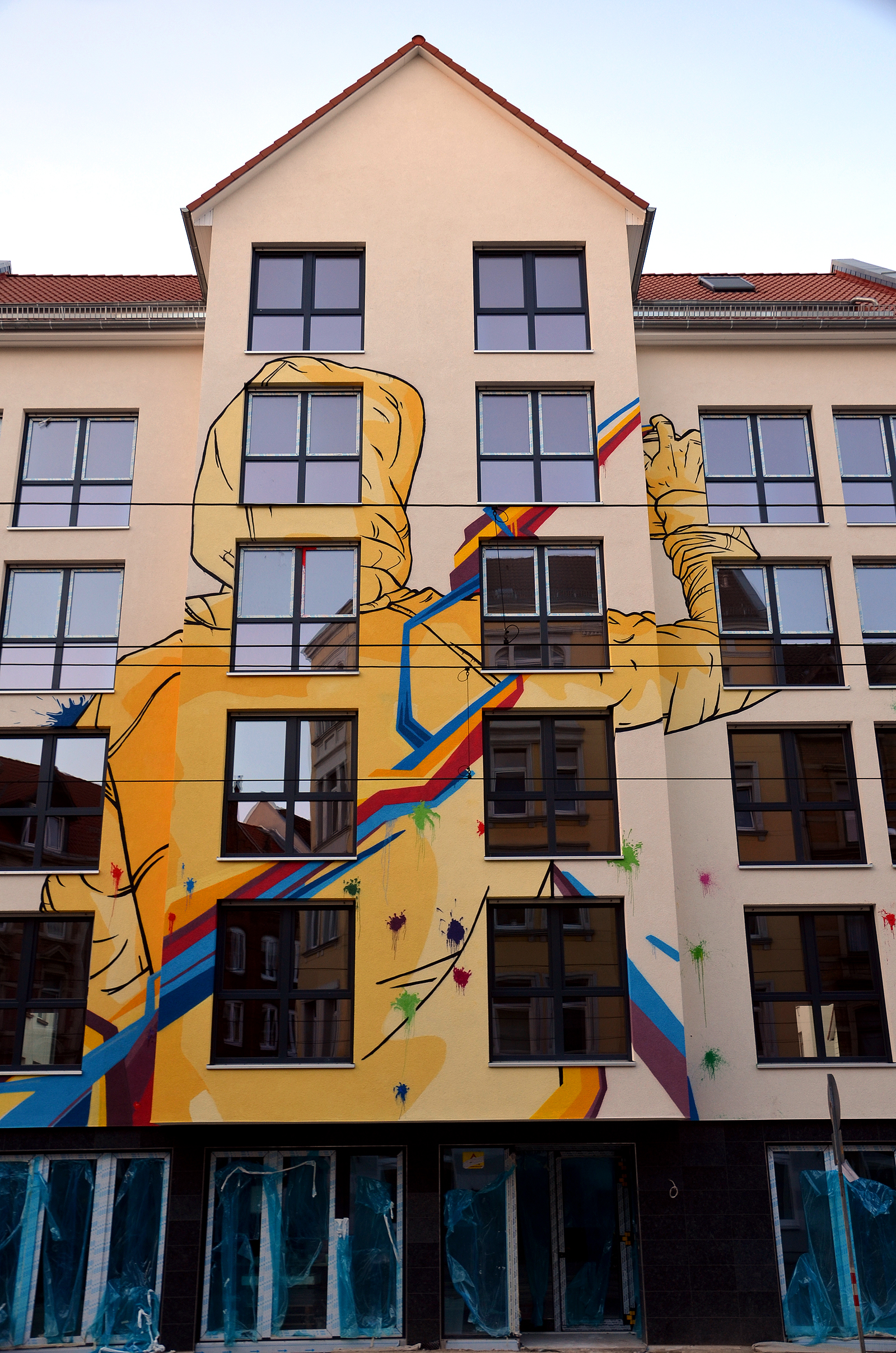
Streetart-Bemalung an einer Gebäudefassade, die vorherige Farbbeutelwürfe integriert

Farbbeutel oder Farbeier sind mit Farben gefüllte Wurfgeschosse. Sie werden beispielsweise bei Demonstrationen und Protestkundgebungen gegen politische Gegner oder Polizisten sowie gegen Sachen oder Gebäude eingesetzt.

## Nutzung von Farbeuteln
Durch das Werfen soll der Gegner beziehungsweise das Zielobjekt beschmutzt werden, wodurch der Protest und teilweise die Missachtung gegen das Ziel des Wurfes zum Ausdruck gebracht werden soll oder Sachschaden angerichtet wird. Die Farbbeutel bestehen aus kleinen, verschlossenen Plastikbeuteln, Wasserbomben oder zuvor geleerten Hühnereiern, die mit Lack- oder Abtönfarbe gefüllt werden. Je nach Stabilität des eingesetzten Farbbehältnisses, Winkel und Geschwindigkeit des Aufpralles sowie Gewicht des Geschosses kann am Ziel über die Beschmutzung hinaus Sach- oder Personenschaden eintreten.

## Rechtliche Einordnung
Das Werfen von Farbbeuteln ist strafbar, da jegliche Verschmutzung eine Sachbeschädigung gemäß § 303 StGB darstellt. Sofern eine Person getroffen wird, liegt eine Körperverletzung gemäß §§ 223 ff. StGB vor. Darüber hinaus können weitere Tatbestände wie Landfriedensbruch erfüllt sein. Außerdem ist das Versammlungsrecht betroffen.

## Bekannte Vorfälle
- Am 2. Juni 1967 flogen Farbbeutel[2] bei jener Demonstration am Rathaus Schöneberg und an der Deutschen Oper Berlin zum Protest gegen den Besuch des Schahs von Persien, Mohammad Reza Pahlavi, welche durch die Ermordung des Studenten Benno Ohnesorg durch einen Polizisten traurige Berühmtheit erlangte und bis heute zu Diskussionen wegen der Umstände seines Todes Anlass gibt.[3]

- Im Mai 1999 wurde der damalige Außenminister Joschka Fischer aus Protest gegen den NATO-Einsatz auf dem Grünen-Parteitag in Bielefeld von einem Autonomen mit einem roten Farbbeutel beworfen und erlitt dabei einen Trommelfell-Riss am rechten Ohr.[4][5]

- Mehrfach wurden im Jahr 2008 die CarLofts (ein Parksystem[6]) in Berlin-Kreuzberg mit Farbbeuteln beworfen, da diese von Gegnern als Symbol der voranschreitenden Gentrifizierung im Kiez betrachtet werden.[7]

- In der Nacht zum 25. September 2008 warfen Unbekannte mehrere Farbbeutel und mit Farbe gefüllte Gläser gegen die Villa von Ex-Spiegel-Chef Stefan Aust im Hamburger Stadtteil Blankenese.[8] Grund dafür war laut einem Bekennerschreiben, das am nächsten Tag bei der Tageszeitung Hamburger Morgenpost einging, der Start des Aust-Films Der Baader-Meinhof-Komplex, darin hieß es: „Der Film ist eine Fortschreibung der Verdrehungen und Lügen des Stefan Aust, er visualisiert die von ihm entworfenen psychopathologischen Muster der GenossInnen der RAF wirkungsmächtig“.[9]

- Während der EuroMayDay-Demonstration am Ersten Mai 2009 wurde das Detlev-Rohwedder-Haus in Berlin als Sitz des Finanzministeriums aus Protest gegen die wirtschaftlichen Verhältnisse mit etwa 60 Farbbeuteln beworfen.[10]

- Im Umfeld der Tierschutzorganisation PETA wurden Farbbeutel gegen Träger von Pelzmänteln eingesetzt. Die dabei verwendete Farbe ist angeblich nicht auswaschbar und macht die Pelzmäntel damit unverkäuflich.[11]

- Beim Protest gegen Läden, die Bekleidung der Marke Thor Steinar führen, kam es mehrmals zu der Verwendung von Farbeiern und Farbbeuteln.[12]

- Im Zusammenhang mit dem NSU-Prozess attackierten Rechtsradikale die Kanzlei der Nebenklagevertreterin Angelika Lex und ein Haus, in dem Antirassisten wohnten, mit Fäkalien und Farbbeuteln.[13][14]